# Persone di nome Marco/Cestisti
| Questa pagina contiene informazioni ricavate automaticamente dalle voci biografiche con l'ausilio del template Bio e di un bot. L'aggiornamento è periodico e automatico e ricostruisce completamente la pagina. Se manca una persona in questa lista, sei pregato di non aggiungerla, ma accertati piuttosto che la sua voce biografica contenga il template Bio e che i dati anagrafici siano correttamente compilati. Se il template Bio manca, inseriscilo tu stesso o, in alternativa, metti l'avviso {{tmp\|Bio}} che ne segnala la mancanza. Se i dati riportati sono sbagliati, correggi direttamente la voce biografica; le modifiche saranno visibili in questa lista entro pochi giorni. Per chiarimenti vedi il progetto antroponimi. La lista contiene solo le 53 persone che sono citate nell'enciclopedia e per le quali è stato implementato correttamente il template Bio. Pagina aggiornata al 6 ago 2025. |

Questa è una lista di persone presenti nell'enciclopedia che hanno il nome Marco e sono cestisti.

## A(1)
- Marco Ammannato, cestista italiano (Bagno a Ripoli, n. 1988)

## B(6)
- Marco Baldi, ex cestista e dirigente sportivo italiano (Aosta, n. 1966)
- Marco Belinelli, cestista italiano (San Giovanni in Persiceto, n. 1986)
- Marco Bergonzoni, ex cestista italiano (Bologna, n. 1961)
- Marco Binda, cestista italiano (n. 1942 - † 2010)
- Marco Bonamico, cestista italiano (Genova, n. 1957 - Bologna, † 2025)
- Marco Buljević, cestista tedesco (Sindelfingen, n. 1987)

## C(8)
- Marco Cardillo, cestista italiano (Benevento, n. 1985)
- Marco Carra, ex cestista italiano (Reggio Emilia, n. 1980)
- Marco Carraretto, ex cestista e dirigente sportivo italiano (Treviso, n. 1977)
- Marco Carvalho, ex cestista uruguaiano (Montevideo, n. 1979)
- Marco Ceron, cestista italiano (Mirano, n. 1992)
- Marco Contento, cestista italiano (Trieste, n. 1991)
- Marco Cucco, cestista italiano (Salerno, n. 1994)
- Marco Cusin, cestista italiano (Pordenone, n. 1985)

## D(3)
- Marco Di Pizzo, cestista italiano (Bagno a Ripoli, n. 1998)
- Marco Diviach, ex cestista italiano (Trieste, n. 1988)
- Marco de Waard, ex cestista olandese (Dordrecht, n. 1961)

## G(2)
- Marco Giuri, cestista italiano (Brindisi, n. 1988)
- Marco Gonçalves, ex cestista portoghese (Pombal, n. 1984)

## K(1)
- Marco Killingsworth, ex cestista statunitense (Montgomery, n. 1982)

## L(4)
- Marco Laganà, cestista italiano (Melito di Porto Salvo, n. 1993)
- Marco Lamperti, ex cestista italiano (Milano, n. 1962)
- Marco Lehmann, cestista svizzero (Bülach, n. 1993)
- Marco Lokar, ex cestista italiano (Trieste, n. 1969)

## M(9)
- Marco Maganza, cestista italiano (Gemona del Friuli, n. 1991)
- Marco Magnani, ex cestista italiano (n. 1985)
- Marco Marangoni, ex cestista italiano (Rimini, n. 1979)
- Marco Martin, ex cestista italiano (Modena, n. 1964)
- Marco Matasic, cestista svizzero (Lugano, n. 2002)
- Marco Mian, ex cestista e allenatore di pallacanestro italiano (Motta di Livenza, n. 1970)
- Marco Mollura, cestista italiano (Erice, n. 1993)
- Marco Mordente, ex cestista italiano (Teramo, n. 1979)
- Marco Muggiani, cestista, allenatore di pallacanestro e dirigente sportivo italiano (Milano, n. 1894 - Milano, † 1963)

## P(4)
- Marco Aurélio Pegolo dos Santos, ex cestista brasiliano (Araçatuba, n. 1963)
- Marco Palumbo, ex cestista italiano (Ferrara, n. 1956)
- Marco Pedrotti, ex cestista italiano (Bolzano, n. 1956)
- Marco Portannese, cestista italiano (Agrigento, n. 1989)

## R(5)
- Marco Ramos Esquivel, cestista messicano (Chavinda, n. 1987)
- Marco Antonio Re, cestista italiano (Sassari, n. 2000)
- Marco Ricci, cestista italiano (Roma, n. 1960 - Ferrara, † 2024)
- Marco Rossetti, ex cestista italiano (Firenze, n. 1980)
- Marco Rossi, cestista italiano (Tradate, n. 1981)

## S(6)
- Marco Santiangeli, cestista italiano (San Severino Marche, n. 1991)
- Marco Sassella, ex cestista svizzero (Sorengo, n. 1976)
- Marco Solfrini, cestista e dirigente sportivo italiano (Brescia, n. 1958 - Parma, † 2018)
- Marco Spangaro, ex cestista e allenatore di pallacanestro italiano (Pordenone, n. 1969)
- Marco Spanghero, cestista italiano (Trieste, n. 1991)
- Marco Spissu, cestista italiano (Sassari, n. 1995)

## T(2)
- Marco Tagliabue, ex cestista italiano (Seregno, n. 1986)
- Marco Timperi, cestista italiano (Atri, n. 1997)

## V(2)
- Marco van Velsen, ex cestista olandese (Naarden, n. 1974)
- Marco Venuto, cestista italiano (Codroipo, n. 1985)